# Fernando Ochoa Antich
Fernando Antonio Ochoa Antich (Caracas, 12 de septiembre de 1938) es un militar, General de División retirado del Ejército de Venezuela, abogado, diplomático, exministro de defensa y relaciones exteriores. Columnista del periódico El Universal y político venezolano.

## Carrera
Licenciado en Derecho de la Universidad Santa María en el año 1989, fue nombrado Ministro de la Defensa por el presidente Carlos Andrés Pérez en 1991 y le tocó enfrentar la situación generada por el golpe de Estado del 4 de febrero de 1992. Cesó en el cargo para pasar al Ministerio de Relaciones Exteriores a mediados de 1992; el gobierno interino del presidente Ramón José Velásquez lo ratifica en el cargo hasta 1994 y posteriormente, es nombrado Embajador en México. En 1998 se postula como candidato a las elecciones regionales para la Gobernación del estado Zulia.

## Obras
- Así se rindió Chávez: la otra historia del 4 de febrero (2007).[3]